# Clã Miyake

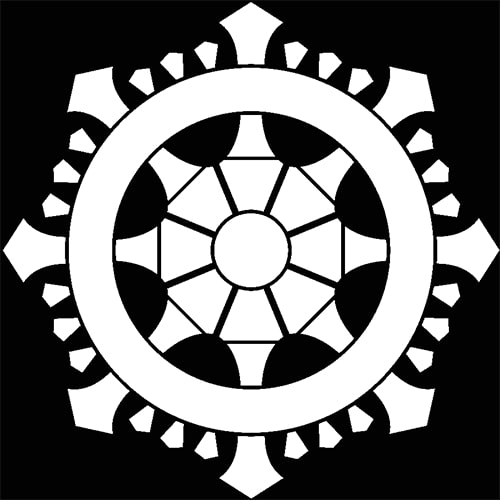
Mon do clã Miyake

O Clã Miyake (三宅氏, Miyake-shi) foi um clã do Japão que reclamava descendência do famoso guerreiro do Período Kamakura Kojima Takanori, estabelecido por um de seus filhos no século XIV. No começo do Período Sengoku, os Miyake eram inimigos dos vizinhos Matsudaira, mas se tornaram vassalos dos Matsudaira em 1558, sob a chefia de Miyake Masasada. Após a ascensão de Tokugawa Ieyasu, o filho de Masasada, Yasusada, recebeu um feudo de 10000 koku na província de Mikawa e se tornou um conselheiro civil em 1592. Os Miyake continuaram como daimyo até o final do Período Edo.
Daimiô (em japonês: 大名,  Daimyō) é um termo genérico que se refere a um poderoso senhor territorial no Japão pré-moderno, que governava a maior parte do país a partir de suas imensas propriedades de terra hereditárias. No termo, "dai" (大) literalmente significa "grande" e "myō" vem de myōden (名田), que significa "terra particular".
Foram os mais poderosos senhores feudais do período que foi do século X a meados do século XIX na história do Japão, depois dos xogum.
Desde os shugo do período Muromachi, passando pelos sengoku, até os daimiôs do período Edo, o cargo teve uma história longa e variada.
O termo "daimiô" por vezes é usado para se referir às principais figuras dos clãs japoneses, também chamados de "senhores". Costumeiramente, era a partir destes senhores de guerra que um xogum ou um regente era escolhido.

## Quem foi Kojima Takamori?
Erudito e samurai, que tomou partido do imperador Go-Daigo contra o shogunato Kamakura.
Também combateu para defender o imperador Go-Murakami em 1352 e tornou-se monge budista com o nome de Shijum.
Talvez a mesma pessoa chamada Kojima Hôshi. Também é conhecido como de Bingo Saburô.
Religioso, Budista, (falecido em 1374), provavelmente um asceta Yamabushi originário de Kojima  (província de Bizen), a quem é atribuída às vezes (mas sem certeza) a redação do Taihei-ki. 

## Santuário Sakura
O Santuário Sakura está situado na fronteira da cidade de Tsuyama e cidade de Kagamino, na Província de Okayama. O santuário homenageia Imperador Go-Daigo e Kojima Takanori.
Todo o recinto é designado como um importante local histórico. Nos tempos antigos, esta área era chamado de 'Insho' porque ele costumava ser a mansão do imperador aposentado. Também é conhecido como um lugar onde o imperador Go-Daigo ficou em seu caminho para Oki durante a Guerra Genko em 1331. Está registrado no 'Taihei-ki' que, uma noite, Kojima Takanori rompeu a segurança rigorosa em torno da mansão e escreveu um poema "Jyu-ji-no-shi" sobre a árvore de cerejeira (sakura) para consolar o imperador.
Por causa dessa história, o Monumento Takanori foi criado em 1688 e, mais tarde, o santuário foi fundado em 1869 .